# 1980年夏季残疾人奥林匹克运动会挪威代表团
1980年夏季残疾人奥林匹克运动会挪威代表团是挪威派出的1980年夏季残疾人奥林匹克运动会代表团。获得15枚金牌、13枚银牌和8枚铜牌。